# (You Drive Me) Crazy
Pour les articles homonymes, voir Crazy.
Singles de Britney Spears
Sometimes
(1999) Born to Make You Happy
(1999)
Pistes de ...Baby One More Time
...Baby One More Time
(1) Sometimes
(3)
(You Drive Me) Crazy est une chanson de l’artiste américaine pop Britney Spears. Le titre a été écrit et produit par Max Martin, Jörgen Elofsson, Per Magnusson et David Kreuger pour le premier album studio de la chanteuse, ...Baby One More Time. La chanson, de style teen pop et dédiée aux adolescents, parle d’une femme qui est rendue folle par l’attirance qu’elle éprouve pour un homme.
La chanson est sortie aux Etats-Unis le 23 août 1999 sous le label Jive Records, en tant que troisième single de l’album et en France en novembre 1999. La version single diffère de celle enregistrée en mars 1998 pour ...Baby One More Time. Réenregistrée le 12 mai 1998 aux Battery Studios à New York et nommée « The Stop Remix! », la chanson est utilisée dans la comédie romantique Drive Me Crazy. La version remixée est aussi intégrée aux compilations Greatest Hits: My Prerogative et The Singles Collection. (You Drive Me) Crazy a été un succès, le titre atteignant le top 10 dans presque tous les pays où il s’est classé. Il permet aussi à Britney Spears d’obtenir son second top 10 aux États-Unis.
La vidéo accompagnant la version remixée a été réalisée par Nigel Dick. Britney Spears y joue le rôle d’une serveuse dans une boîte de nuit qui va chanter et danser pour l’homme qui la regarde et la « rend folle ». Les acteurs Melissa Joan Hart et Adrian Grenier apparaissent dans le clip pour promouvoir le film Drive Me Crazy.
(You Drive Me) Crazy est chantée par Britney Spears durant le ...Baby One More Time Tour, le Oops!… I Did It Again World Tour, le Dream Within a Dream Tour et l'Onyx Hotel Tour, Britney: Piece of Me et le Piece of Me Tour.

## Classement
| Classement (1999)                | Meilleure position |
| -------------------------------- | ------------------ |
| Austrian Singles Chart           | 10                 |
| Australian ARIA Singles Chart    | 9                  |
| Canadian Singles Chart           | 8                  |
| Dutch Singles Chart              | 2                  |
| Danish Singles Chart             | 1                  |
| European Singles Chart           | 2                  |
| Finnish Singles Chart            | 3                  |
| French Singles Chart             | 2                  |
| Israeli Singles Chart            | 1                  |
| Irish Singles Chart              | 3                  |
| German Singles Chart             | 4                  |
| Latvian Singles Chart            | 1                  |
| New Zealand RIANZ Singles Chart  | 5                  |
| Norwegian Singles Chart          | 1                  |
| Mexican Singles Chart            | 1                  |
| Philippine Top Hits              | 1                  |
| Portuguese Chart                 | 1                  |
| Swedish Singles Chart            | 1                  |
| Swiss Singles Chart              | 4                  |
| Spain Los 40 Principales         | 1                  |
| UK Singles Chart                 | 5                  |
| U.S. Billboard Hot 100           | 10                 |
| U.S. Billboard Top 40 Tracks     | 3                  |
| U.S. Billboard Top 40 Mainstream | 4                  |

Format du Single
| Royaume-Uni CD single (0550582) (Sortie: ) 1. "(You Drive Me) Crazy" (The Stop Remix!) : 3:16 2. "(You Drive Me) Crazy" (Spacedust Dark Dub) : 9:15 3. "(You Drive Me) Crazy" (Spacedust Club Mix) : 7:20 Royaume-Uni Cassette single (0550584) (Sortie: ) 1. "(You Drive Me) Crazy" (The Stop Remix!) : 3:16 2. "I'll Never Stop Loving You" (Main Version) : 3:41 Europe CD single (0550672) (Sortie: ) 1. "(You Drive Me) Crazy" (The Stop Remix!) : 3:16 2. "(You Drive Me) Crazy" (The Stop Remix! Instrumental) : 3:16 3. "I'll Never Stop Loving You" (Main Version) : 3:41 | Taïwan/ Hong Kong CD single (0550672) (Sortie: ) 1. "(You Drive Me) Crazy" (The Stop Remix!) : 3:16 2. "(You Drive Me) Crazy" (Spacedust Dark Dub) : 9:15 3. "(You Drive Me) Crazy" (Spacedust Club Mix) : 7:20 4. "Autumn Goodbye" (Main Version) : 3:40 Japon CD single (AVCZ95137) (Sortie: ) 1. "(You Drive Me) Crazy" (The Stop Remix!) : 3:16 2. "I'll Never Stop Loving You" (Main Version) : 3:41 3. "...Baby One More Time" (Davidson Ospina Chronicles Dub) : 6:30 4. "Sometimes" (Soul Solution Drum Dub) : 4:56 5. "(You Drive Me) Crazy" (The Stop Remix! Instrumental) : 3:16 6. "Sometimes" (Thunderpuss 2000 Club Mix) : 8:02 |